# Osmia georgica
Osmia georgica är en biart som beskrevs av Cresson 1878. Den ingår i släktet murarbin och familjen buksamlarbin. Inga underarter finns listade i Catalogue of Life. Arten förekommer i östra USA.

## Beskrivning
Arten har en mörkblå grundfärg, hos honan med en grön skiftning på bakkroppens ovansida. Vingarna är genomskinliga, hos honan lätt rökfärgade. Behåringen är vitaktig, tunn och obetydlig utom på ansiktet, kring vingbaserna och på bakkroppens undersida. Kroppslängden är omkring 9 mm hos honan, drygt 7 mm hos hanen.

## Utbredning
Utbredningsområdet omfattar östra USA med nordgräns från Michigan till Massachusetts och sydgräns från Texas till Georgia.

## Ekologi
Arten är polylektisk, den flyger till blommor från flera familjer, främst korgblommiga växter och rosväxter, men även strävbladiga växter, korsblommiga växter och näveväxter. Flygtiden varar från mars till augusti.
Som alla murarbin är arten solitär, honan svarar ensam för omhändertagandet av avkomman. Bogångarna grävs ut i trävirke och försluts med en propp av tuggat växtmaterial.